# RGD-5

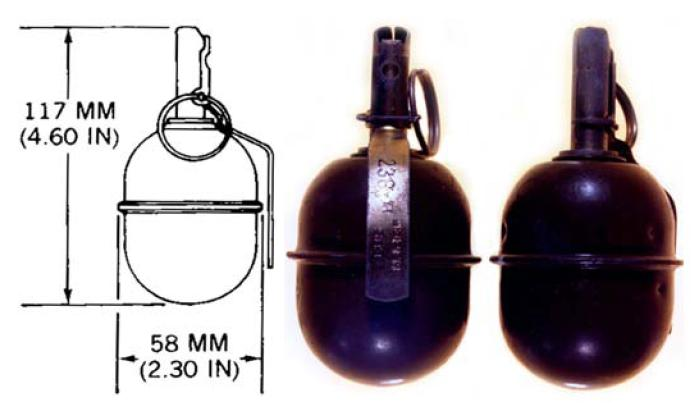
Dimensiones de la RGD-5.

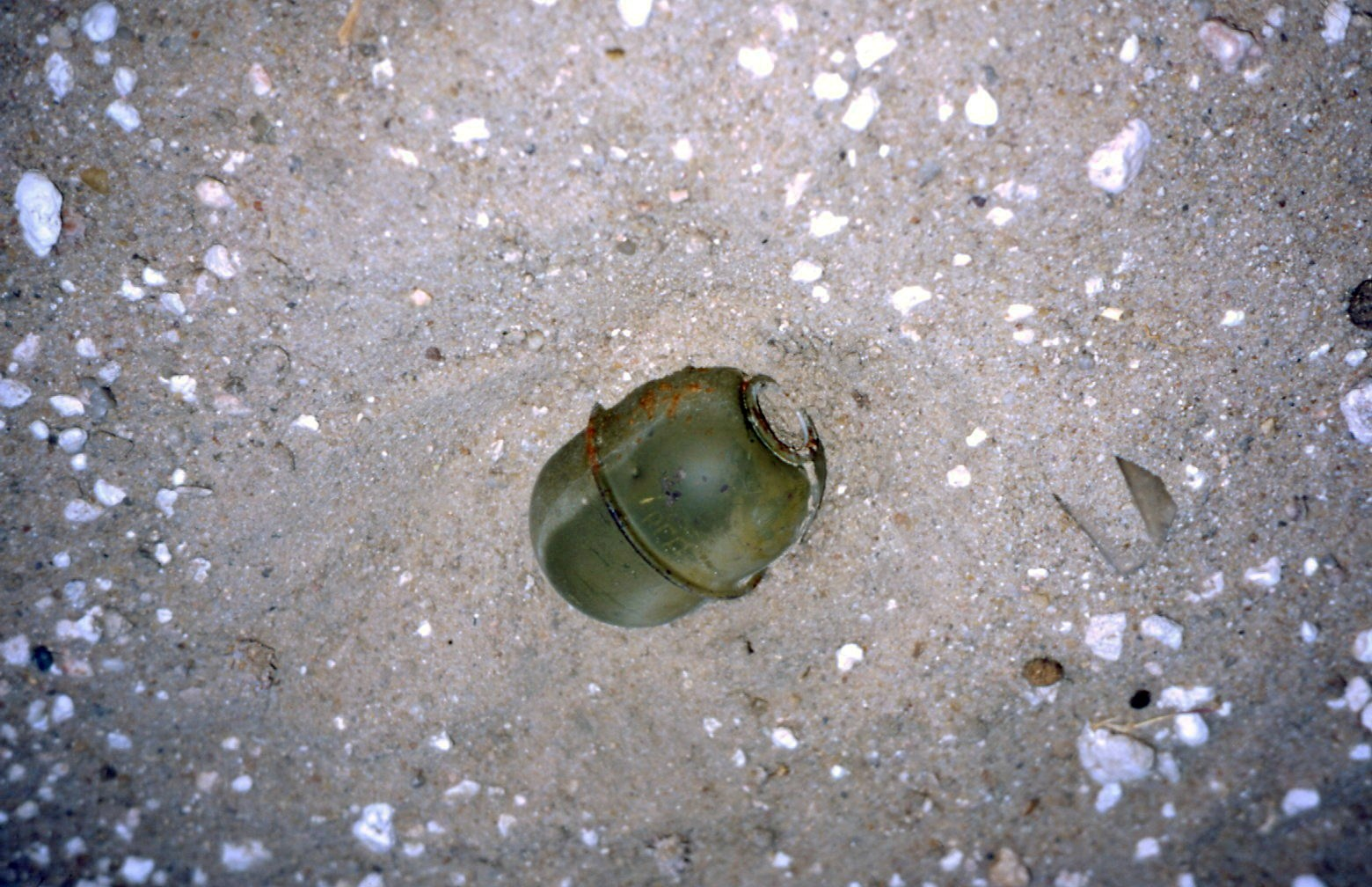
Una RGD-5 sin espoleta, pero con carga explosiva, abandonada desde 1991 en el norte de Kuwait.

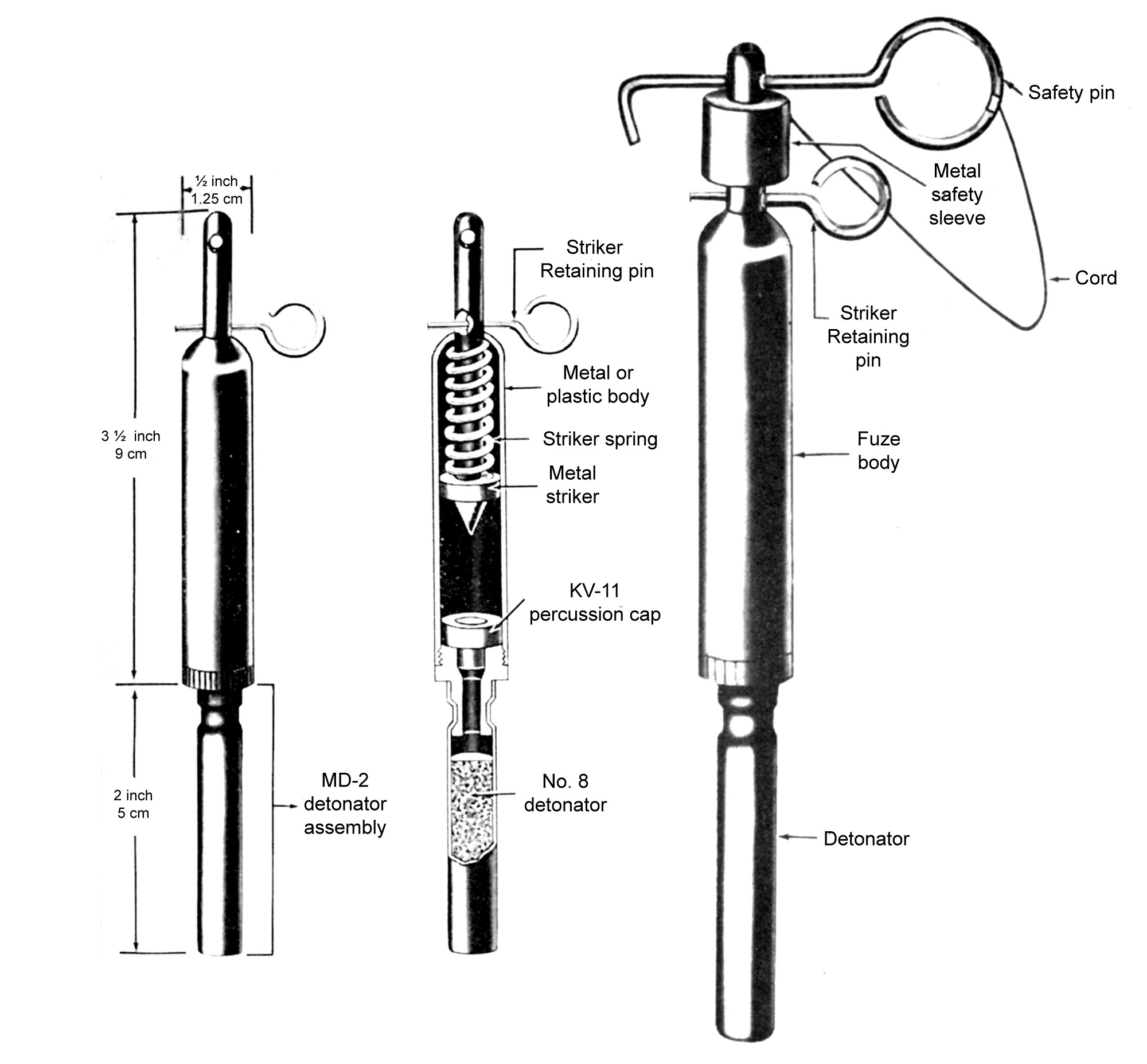
Espoleta rusa MUV para trampa cazabobos. Es una espoleta instantánea que normalmente va conectada a un cable de tracción. La MUV es completamente compatible con la RGD-5. Al instalarle una espoleta MUV, facilita el ocultamiento de la granada cuando se instala una trampa cazabobos (parcialmente enterrada, por ejemplo). Obsérvese que el detonador por lo general está roscado, pudiendo enroscarse en la carcasa de la RGD-5.

La RGD-5 (en ruso: Ручная граната Дистанционная; Ruchnáya Granáta Distantsionnaya, granada de mano remota) es una granada de fragmentación soviética/rusa diseñada a inicios de la década de 1950. La RGD-5 fue aceptada en servicio en 1954 y todavía se halla en servicio en muchos de los anteriores estados pertenecientes a la extinta Unión Soviética, además de haber sido suministrada a numerosos países árabes, entre ellos Irak, Siria, Libia y Egipto.

## Descripción
La granada tiene forma de huevo sin nervaduras externas, excepto por un resalte lateral donde se unen las dos mitades de la carcasa. Su superficie tiene unas cuantas protuberancias pequeñas y está pintada de color verde oscuro u olivo. La RGD-5 puede lanzarse a unos 35-45 metros por el soldado promedio, pudiendo escucharse un fuerte "pop" al momento de activarse la espoleta y arder la mecha. La granada puede causar heridas (en los ojos, por ejemplo) a 15 m del lugar de la detonación. Las víctimas atrapadas dentro del radio de detonación de 3 m mueren o son severamente heridas.
Esta granada todavía se fabrica en Rusia, mientras que sus copias son producidas en Bulgaria, China (como la Tipo 59) y Georgia. Varios millones de grandas RGD-5 y sus clones han sido fabricados a través de los años. Y a pesar de no ser tan avanzada como las granadas más modernas que son diseñadas específicamente para penetrar blindaje corporal CRISAT estándar, la RGD-5 todavía es un arma efectiva y barata. Una RGD-5 cuesta alrededor de 5 $.
La URG-N es un modelo reutilizable de entrenamiento de la RGD-5 hecho de hierro fundido (en lugar de chapa de acero), con una espoleta modificada que contiene un compuesto que simula la detonación de la granada. La carcasa de esta granada está pintada de negro con marcas blancas.

## Composición

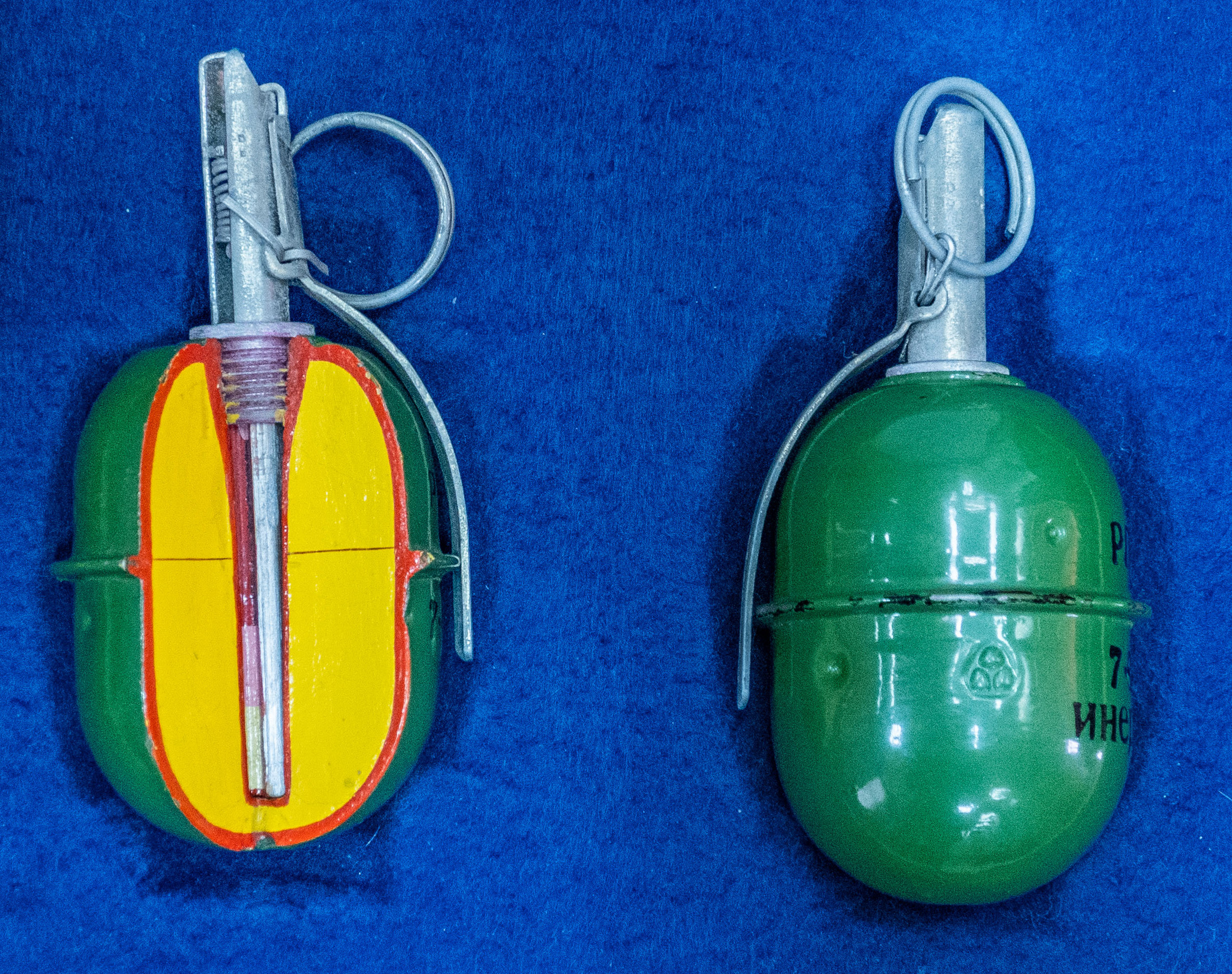
Granada de mano RGD-5

Esta granada contiene una carga explosiva de 110 g de TNT con una funda de fragmentación interna que produce alrededor de 350 esquirlas y tiene un radio letal de 25 m. El peso de la granada con la espoleta instalada de es de 310 g. Usualmente, la RGD-5 emplea la espoleta UZRGM de 3,2-4 segundos, una espoleta universal rusa que también es empleada en las grandas RG-41, RG-42 y F-1. La RGD-5 puede ser equipada con la espoleta más moderna DVM-78 o variantes de la UZRGM con tiempos situados entre 0 (detonación instantánea, para emplearse en trampas cazabobos) y 13 segundos. Además es posible atornillar en el brocal de la espoleta un detonador MUV para trampas cazabobos.

## Variantes

### Granada de fusil
El AK-47 puede montar una bocacha lanzagranadas (pocas veces empleada) que dispara granadas RGD-5 estándar. La bocacha con forma de lata de sopa se atornilla en la boca del cañón del AK-47. Para disparar, se inserta una granada RGD-5 en la bocacha y se le retira el pasador de seguridad. Luego se introduce un cartucho de fogueo especial en la recámara del fusil. Finalmente, se apoya la culata del fusil en el suelo y se dispara. Su alcance efectivo máximo es de aproximadamente 150 m.

## Uso operacional
Un notable incidente tuvo lugar en Tiflis, Georgia el 10 de mayo de 2005 durante un discurso pronunciado por el presidente de EE. UU. George W. Bush. Una granada RGD-5 fue lanzada y cayó a 18,5 metros del presidente. La granada estaba activada y le habían retirado su pasador, pero no explotó debido a que un pañuelo de tartán rojo bien envuelto alrededor de la granada evitó que el percutor funcionase. Vladimir Arutinian fue declarado culpable de arrojar la granada y sentenciado a cadena perpetua.
Las granadas RGD-5 se pueden lanzar desde vehículos aéreos no tripulados.

## Usuarios

### Actuales
- Bielorrusia[8]
- Bulgaria - Fabricada bajo licencia como la granada de mano RGD-5[9]
- China - Fabricada bajo licencia como la granada de mano Tipo 53.
- Cuba - Se fabrica bajo licencia para las fuerzas armadas
- Corea del Norte[10]
- Indonesia
- Irak
- Irán
- Kazajistán[11]
- Kirguistán
- Macedonia del Norte
- Moldavia
- Rusia[1]
- Serbia
- Tayikistán
- Ucrania
- México

### Anteriores
- República Democrática Alemana[12] - En la reunificación fue pasada al Ejército Popular Nacional, luego la gran mayoría fueron desmanteladas.
- Checoslovaquia - Heredada por sus estados sucesores, luego reemplazada por un modelo acorde al estándar de la OTAN.
- Egipto
- Mongolia
- Unión Soviética - Heredada por sus estados sucesores.
- Yugoslavia - Heredada por sus estados sucesores.